# Harry Forbes Witherby
Harry Forbes Witherby (Surrey, 7 de octubre de 1873 – Chobham, 11 de diciembre de 1943) fue un ornitólogo británico y editor fundador de la revista British Birds.

## Biografía

### Primeros años
Nacido en un barrio de Burley (Hampshire), fue el segundo hijo superviviente de Henry Forbes Witherby. Tras dejar la escuela entró en la antigua editorial familiar Witherby and Co., de la que se retiró en 1936, pero volvió a trabajar de nuevo después del estallido de la Segunda Guerra Mundial. La firma de la familia «H F and G Witherby», originalmente impresores, comenzó a publicar libros sobre aves a principios del siglo xx. Desde muy temprana edad se dedicó al estudio de la ornitología, viajando mucho, en expediciones que incluyeron a Irán, la península de Kola, y el Nilo Blanco. Describió este último en su libro Bird Hunting on the White Nile (1902). Se casó con Lilian Gillson en 1904. Lilian se unió a él en sus viajes e incluso aprendió a despellejar aves en su luna de miel. Tuvieron dos hijos y tres hijas.

### Carrera
Desarrolló uno de los dos primeros esquemas de anillamiento de aves del mundo en 1909 (que se combinó con otros a finales de 1930), transfiriendo la responsabilidad, en 1937, a la British Trust for Ornithology (BTO), que continuó su perfeccionamiento. Witherby fue secretario y tesorero (1904-1914), y presidente (1924-1927) del Club de los Ornitólogos Británicos (BOU; 1924-1927) y presidente del consejo del British Ornithologists' Union (1933-1938). Fue un miembro fundador y de los primeros vicepresidentes de la BTO, que sobrevivió a través de su generosidad financiera, no menos importante que los ingresos de la venta de su extensa colección de pájaros disecados al Museo Británico —ahora ubicada en el Museo de Historia Natural en Tring—.
Su publicación más importante es The Handbook of British Birds (1938-1941; cinco volúmenes). Fue reimpreso varias veces, y las ediciones posteriores tienen unas páginas dedicadas a las correcciones y adiciones a las ediciones anteriores, pero pocas de esas son de gran importancia y el texto principal fue dejado intacto. Fue nombrado miembro honorario de la Unión de Ornitólogos Americanos en 1928 y fue galardonado con la medalla Godman-Salvin por el BOU en 1937. La especie Alaemon hamertoni fue nombrada por él, en 1905, pero ahora es más comúnmente conocida como la alondra de Hamerton. Otras dos subespecies de aves han sido nombradas posteriormente por él: Emberiza schoeniclus witherbyi (escribano palustre) y Erithacus rubecula witherbyi (petirrojo europeo).
Durante la Primera Guerra Mundial fue teniente en la Reserva Voluntaria de la Royal Navy. También fue llamado a combate en la Segunda Guerra Mundial, y galardonado con la Orden del Imperio Británico por su servicio militar como oficial de inteligencia en Dunkerque.

## Abreviatura (zoología)
La abreviatura Witherby  se emplea para indicar a Harry Forbes Witherby como autoridad en la descripción y taxonomía en zoología.